# 旭川車站
旭川站（日语：／ Asahikawa eki */?）是位於北海道旭川市宮下通8丁目，由北海道旅客鐵道（JR北海道）營運的鐵路車站。
旭川站是日本北海道中部城市旭川市的主要車站，是三條鐵路路線之交匯點，車站編號爲A28。

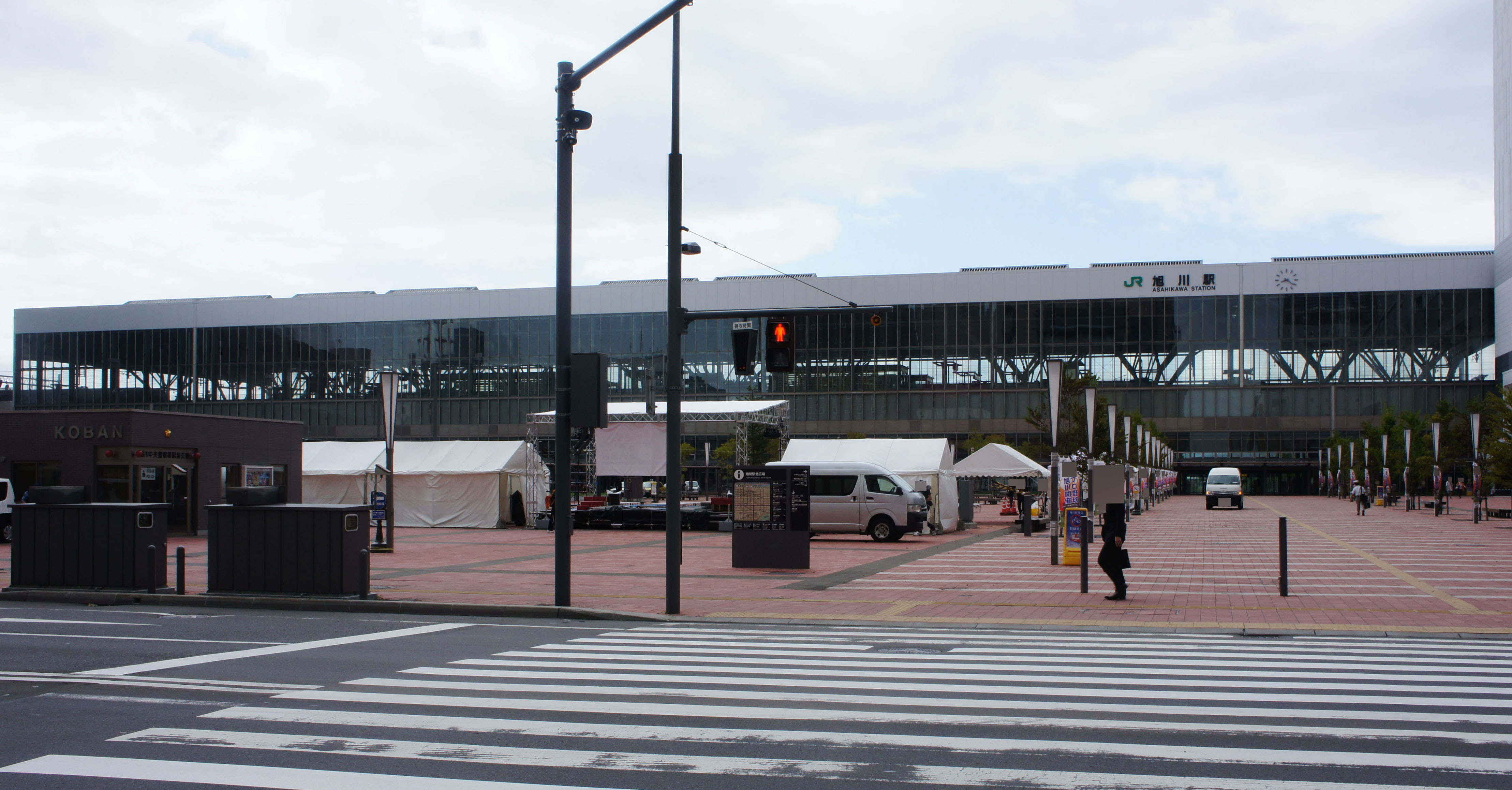
北口全景（2017年8月）

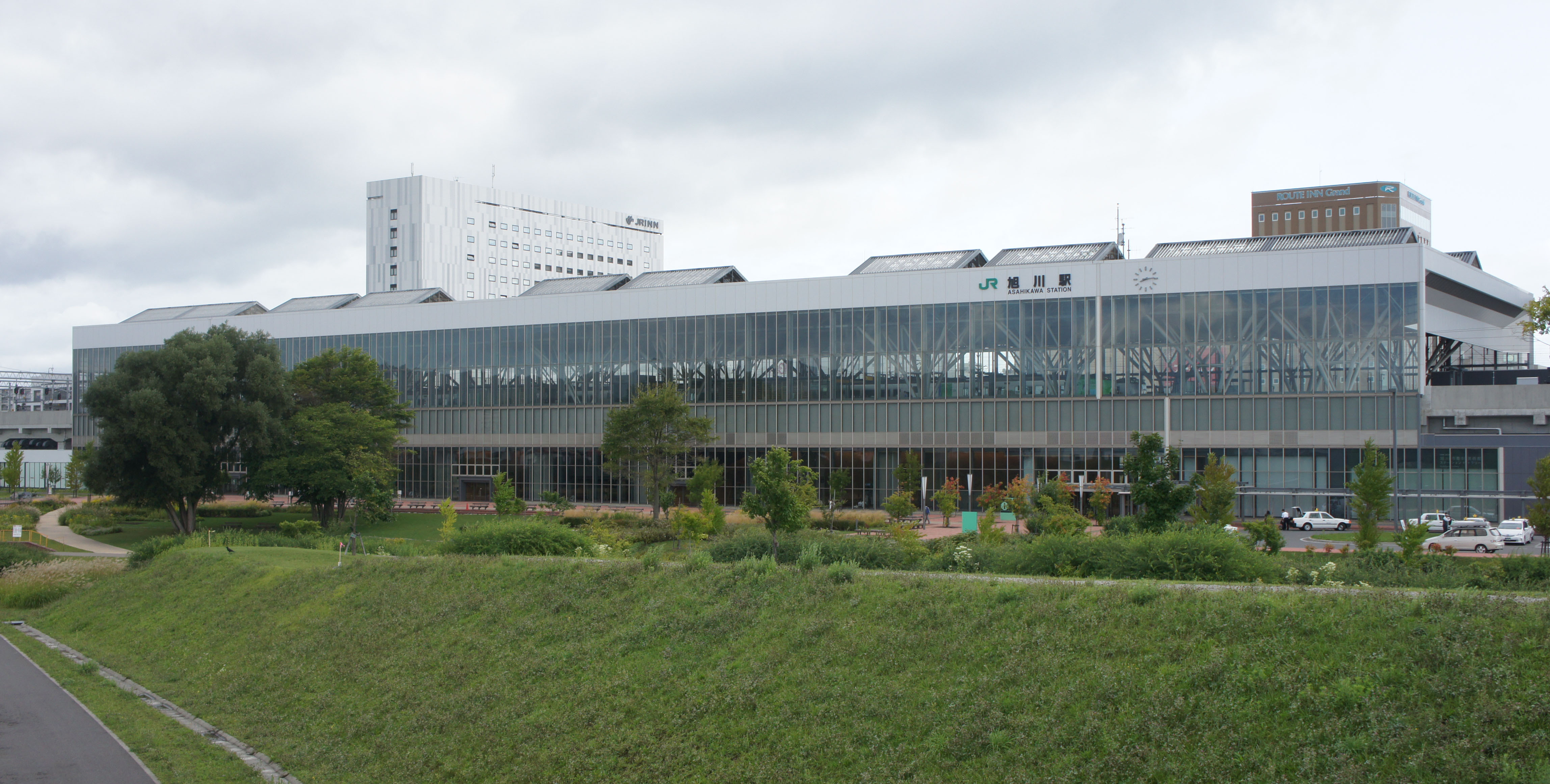
車站南側（2017年8月）

## 概要
旭川站是旭川市的代表站以及日本最北的有人高架車站，乃北海道中部最大的鐵路交通樞紐。
旭川站是連接函館、札幌與旭川三大城市的主要鐵路幹線函館本線的下行終點，也是兩條地方交通線宗谷本線與富良野線的起點。
此外，通往道東網走地區的石北本線雖在線路名称上以兩站外的新旭川站爲起点，但列車均經過宗谷本線行駛至旭川站，故旭川站事實上爲4條路線的轉乘站。

## 車站構造

### 月台

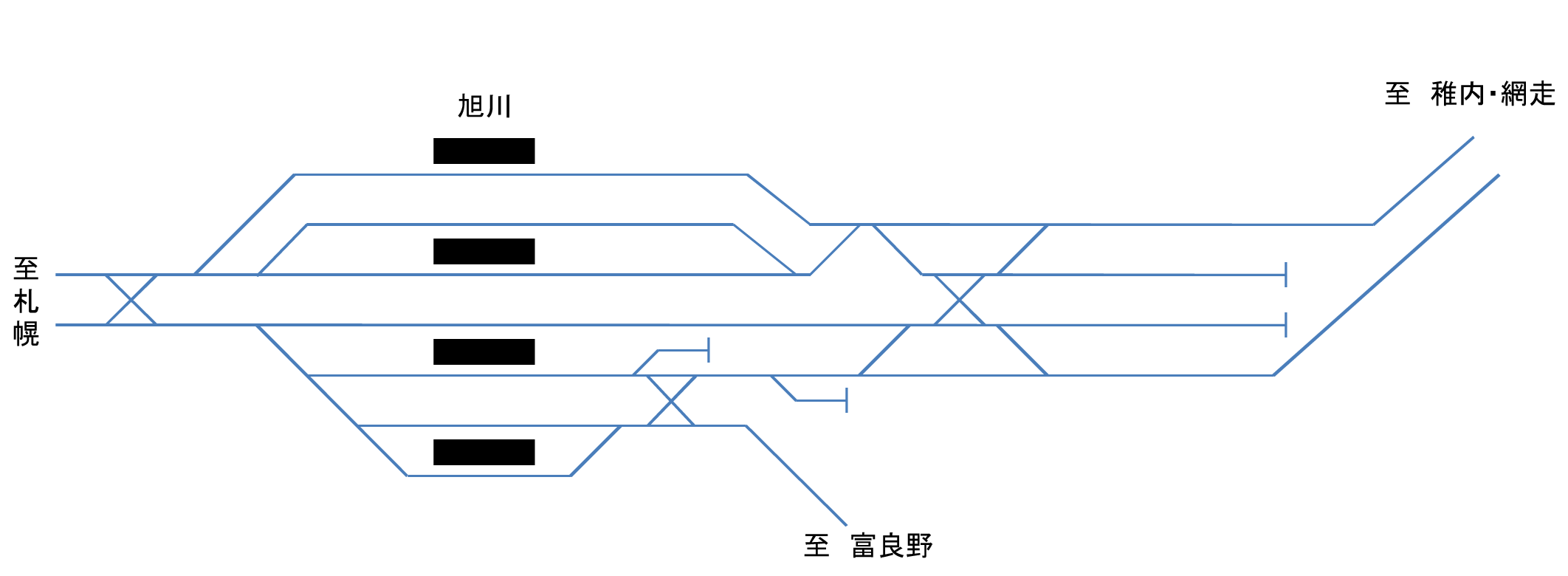
旭川駅之配線圖（2013年）

旭川站爲高架車站，從南側起設有島式月台3面6線（1-6號月台）、側式月台1面1線（7號月台），合計四個月台共七條乘車線，是北海道境內規模第二大的車站，僅次於札幌站。構造上，富良野線列車限於1-3號月台發車。
1、2號月台和5、6號月台和月台兩端道床上各設10根如樹木般開叉的支柱支撐車站上蓋；屋頂上蓋全長180米，寬60米，距離高架道床高12.5米。支柱正上方設有天窗。1、2號月台比上蓋爲短，3-6號月台則比上蓋爲長，有一部分月台突出位於露天。站舍外壁設玻璃幕牆，從月台可見的忠別川和大雪山連峰。
3、4號月台設有便利店，由7-Eleven經營；3-6號月台設有顯示屏顯示特急列車的乘車口位置資訊。車站設有自動廣播列車到發資訊。

### 月台配置
| 月台 | 路線                | 目的地                                 |
| ---- | ------------------- | -------------------------------------- |
| 1、2 | ■富良野線           | 美瑛、富良野方向                       |
| 3・4 | ■函館本線           | 深川、瀧川、岩見澤、札幌方向           |
| 5・6 | ■宗谷本線 ■石北本線 | 名寄、稚內、上川、遠輕、北見、網走方向 |
| 7    | 不固定              | 不固定                                 |

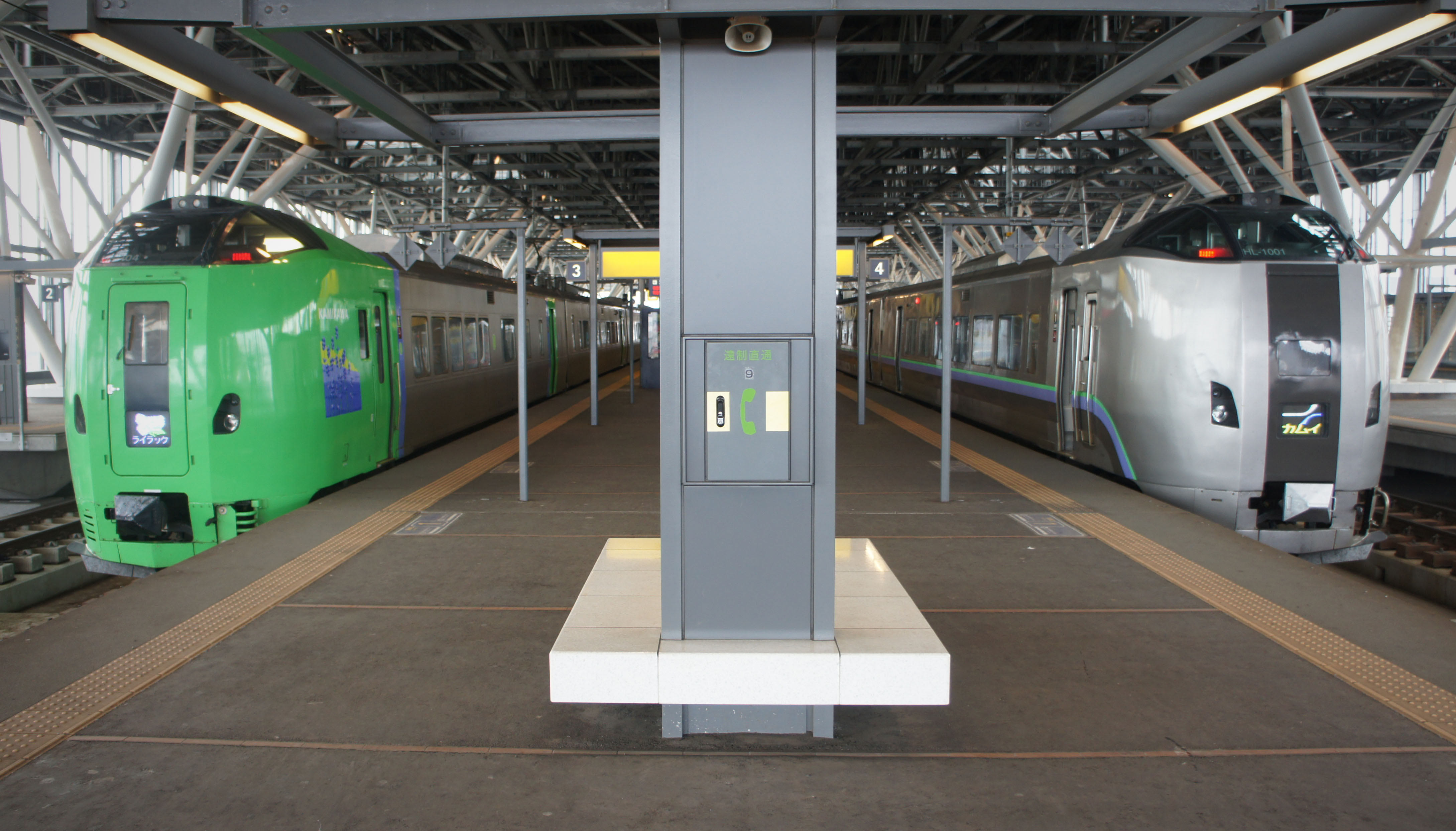
停車中的特急「丁香」和特急「神威」
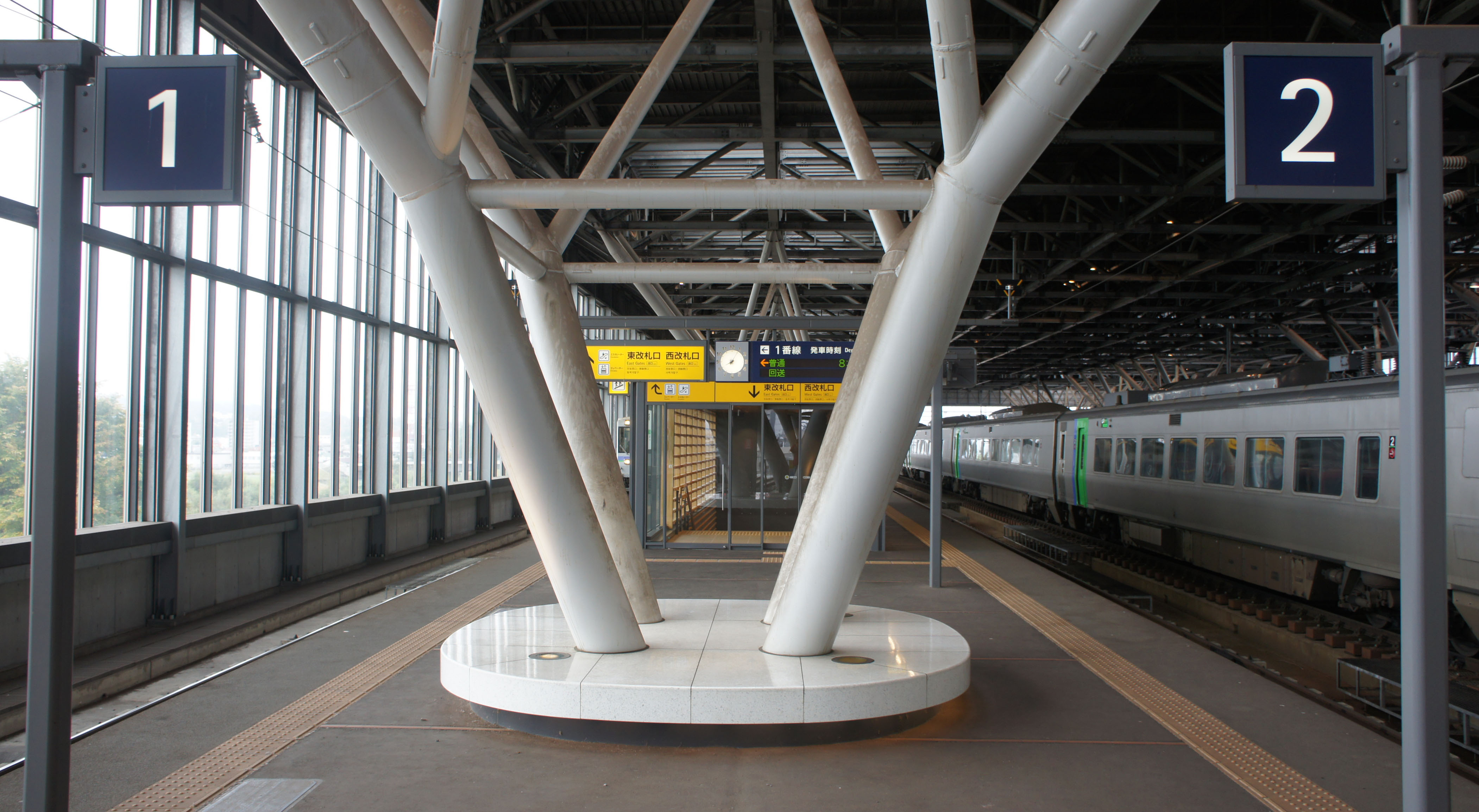
1、2號月台
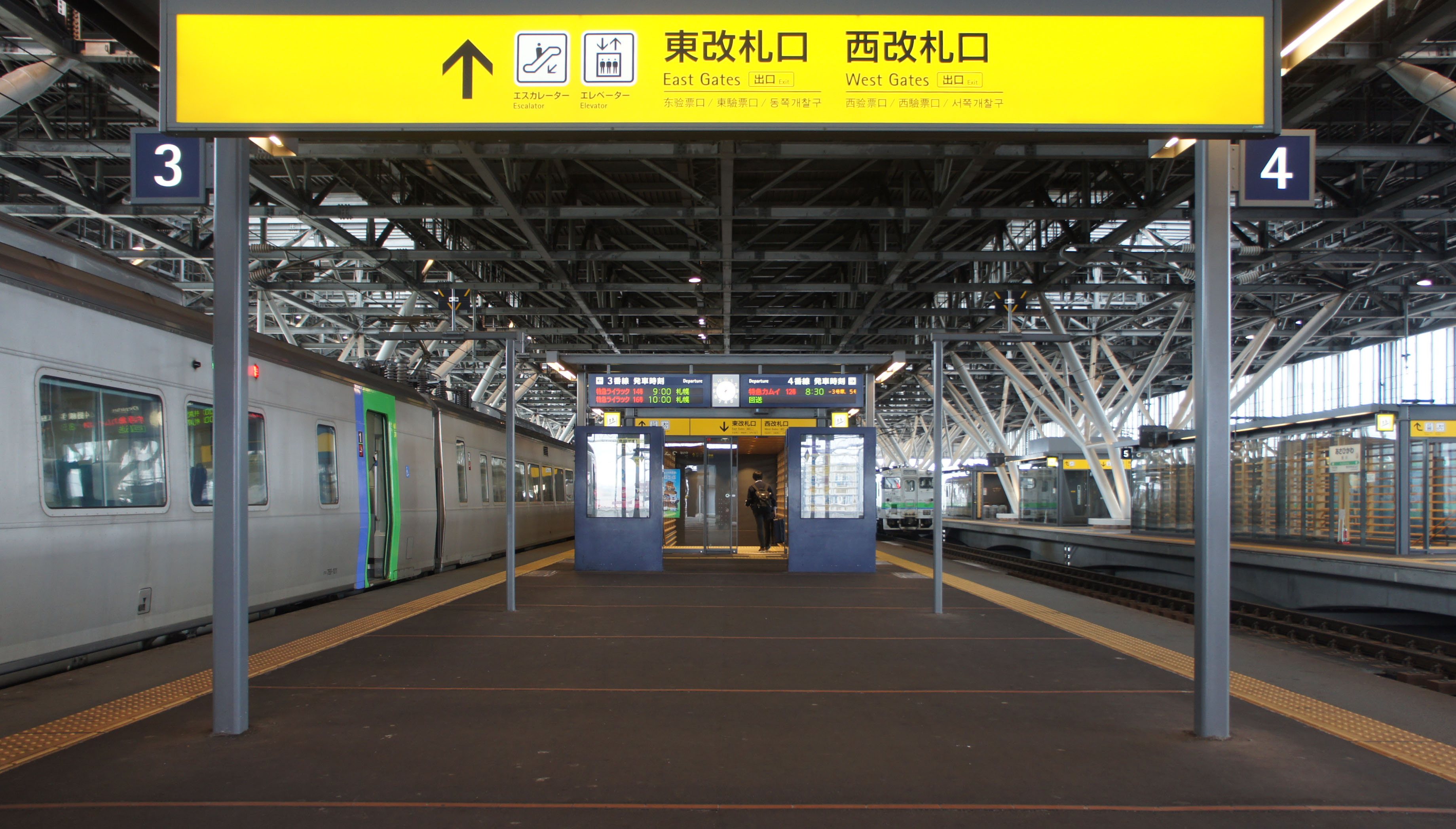
3、4號月台
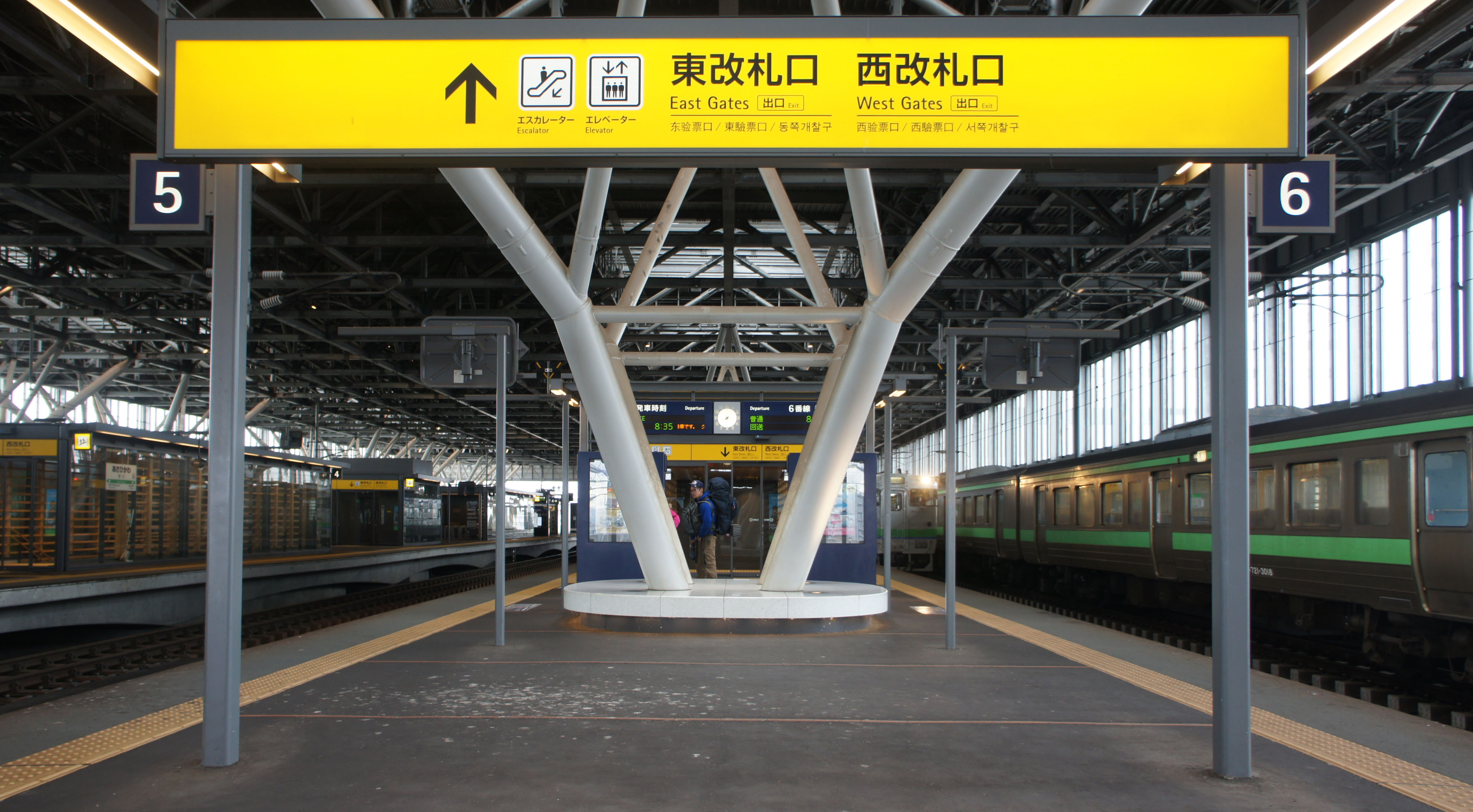
5、6號月台
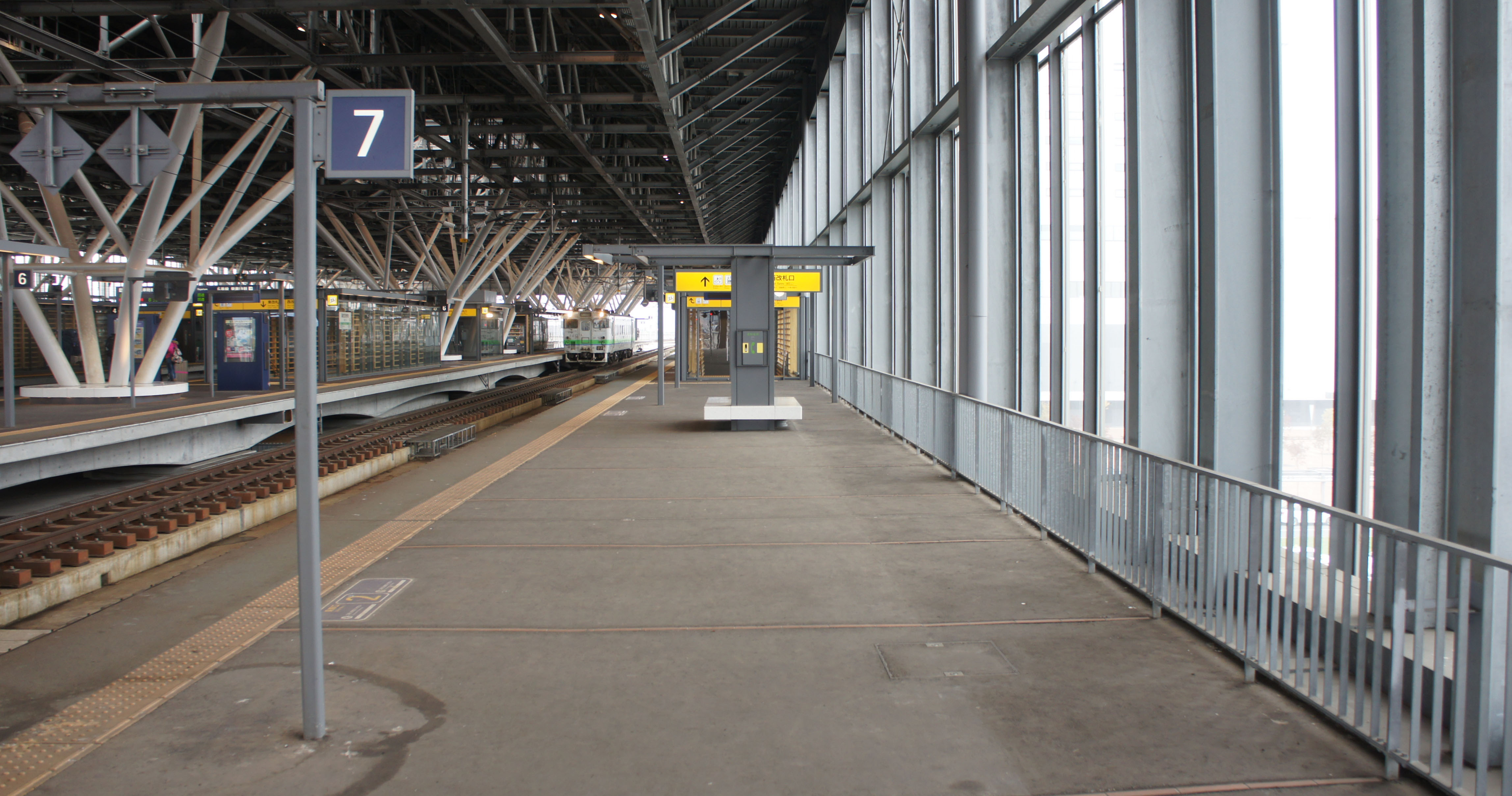
7號月台
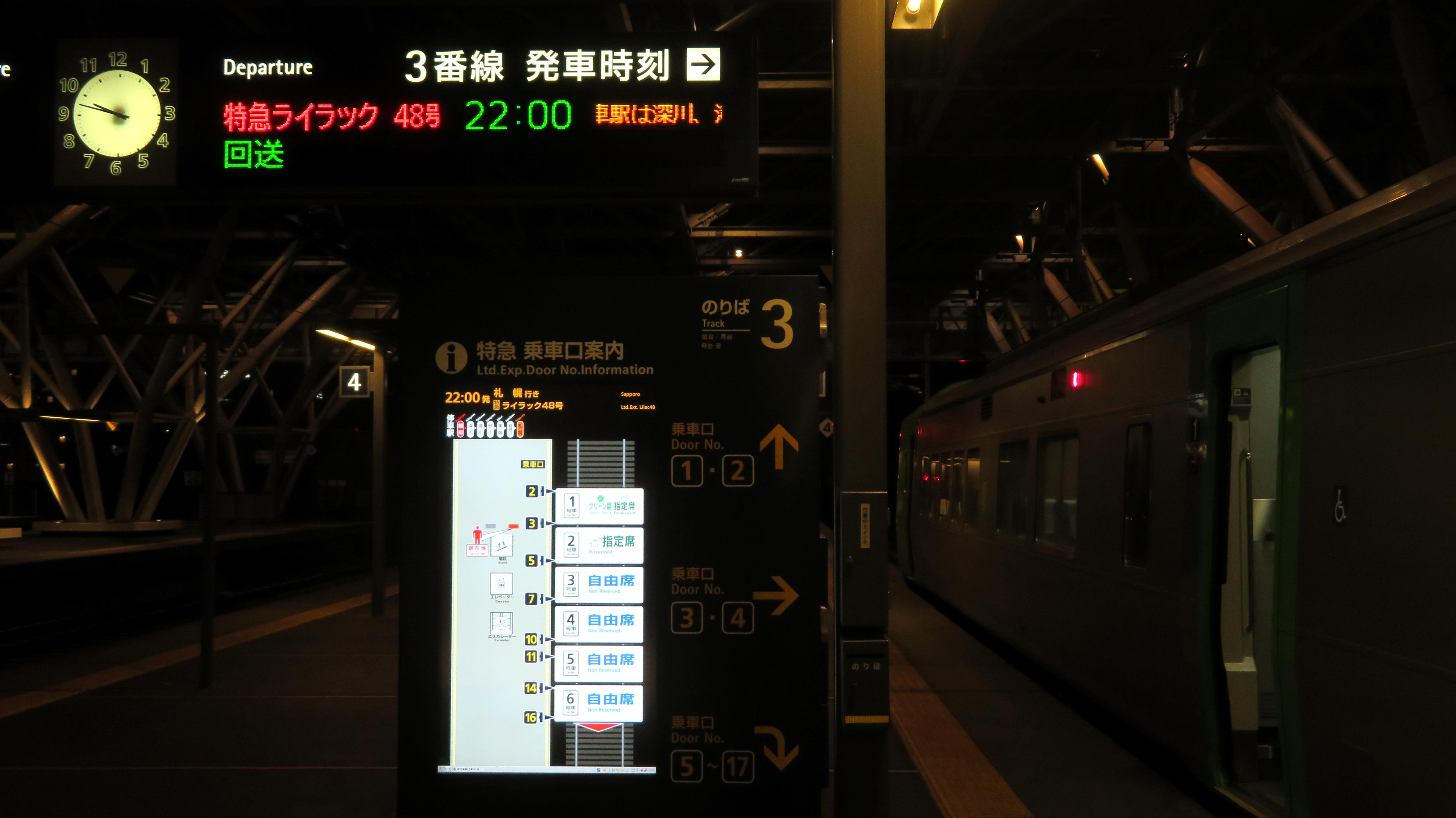
特急列車乘車資訊屏
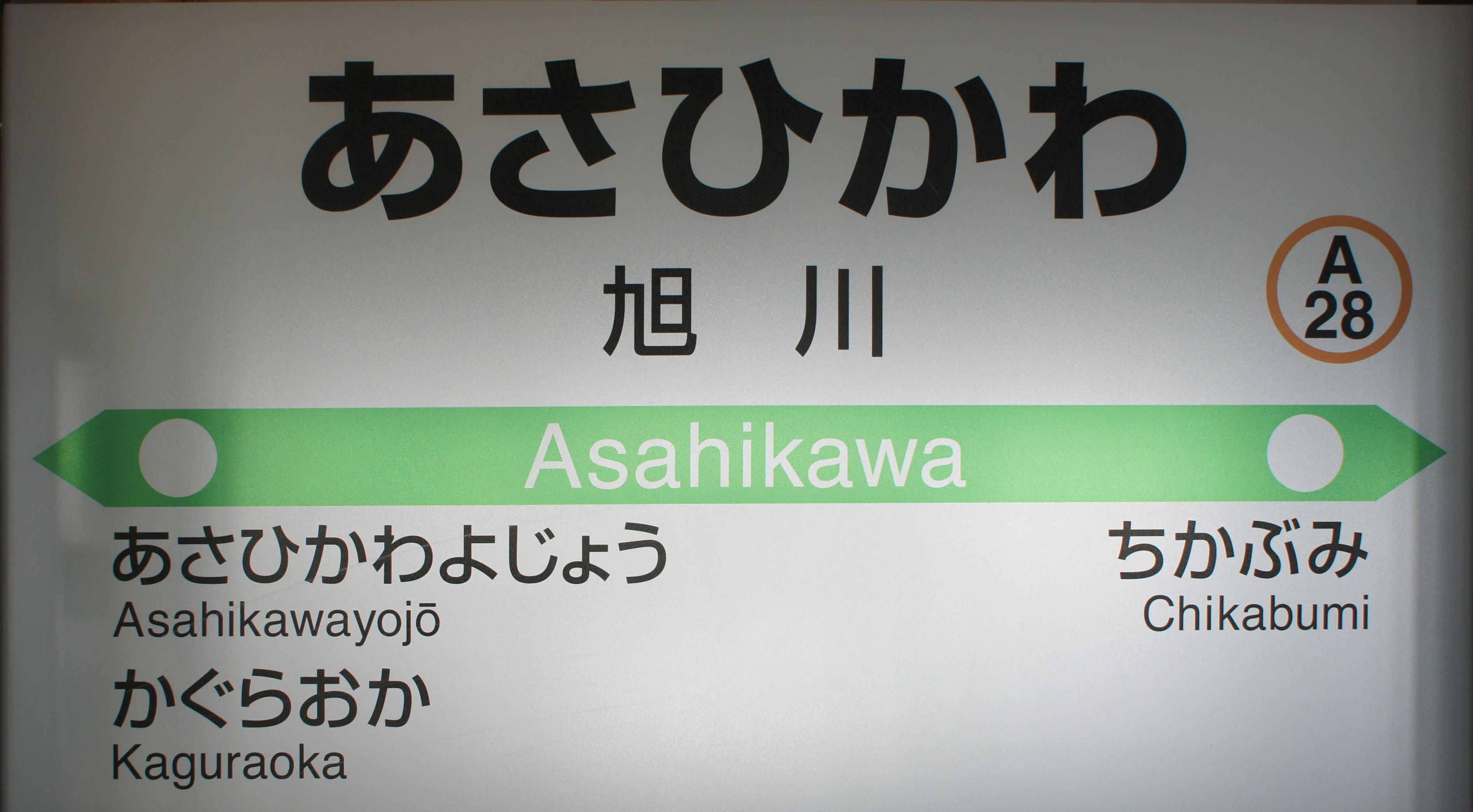
站名標（1-2號月台）
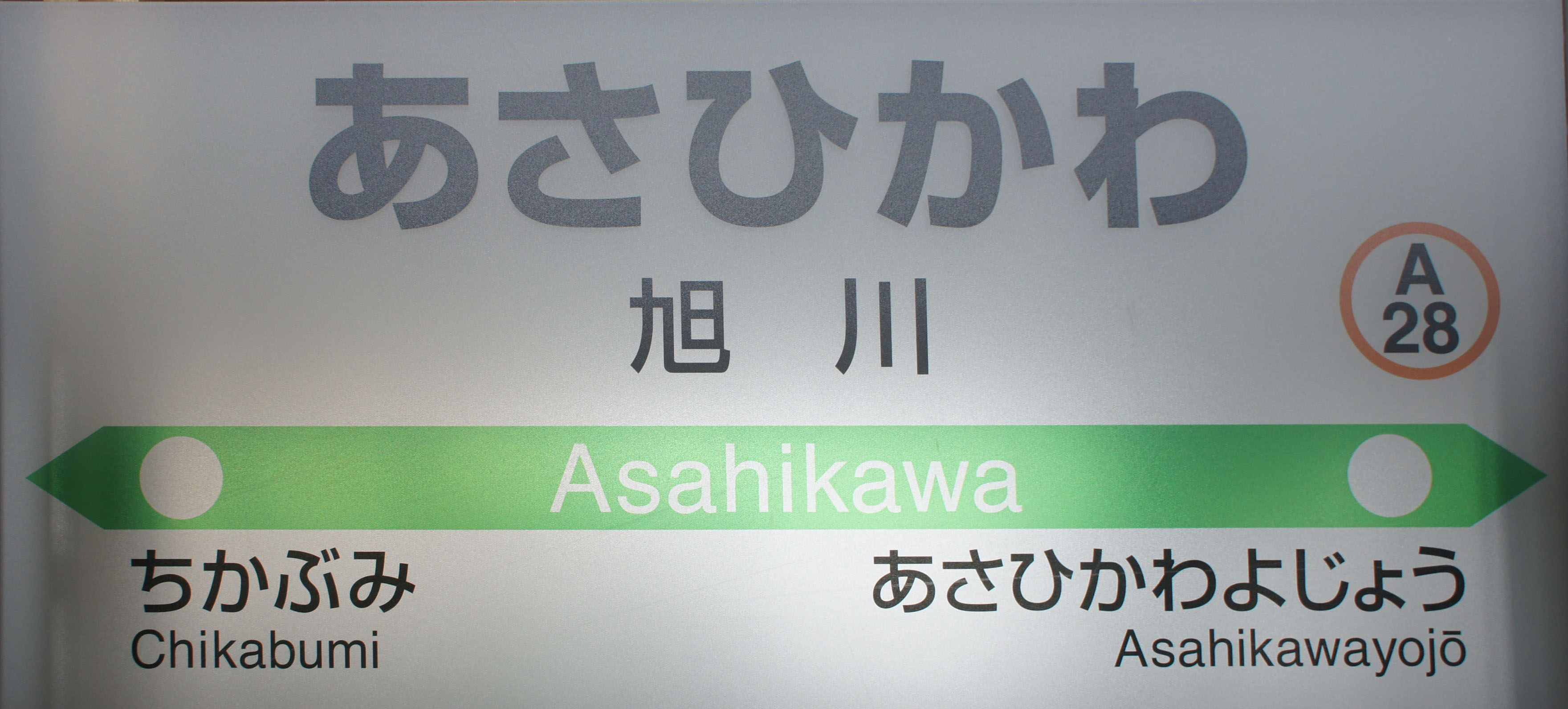
站名標（3-7號月台）
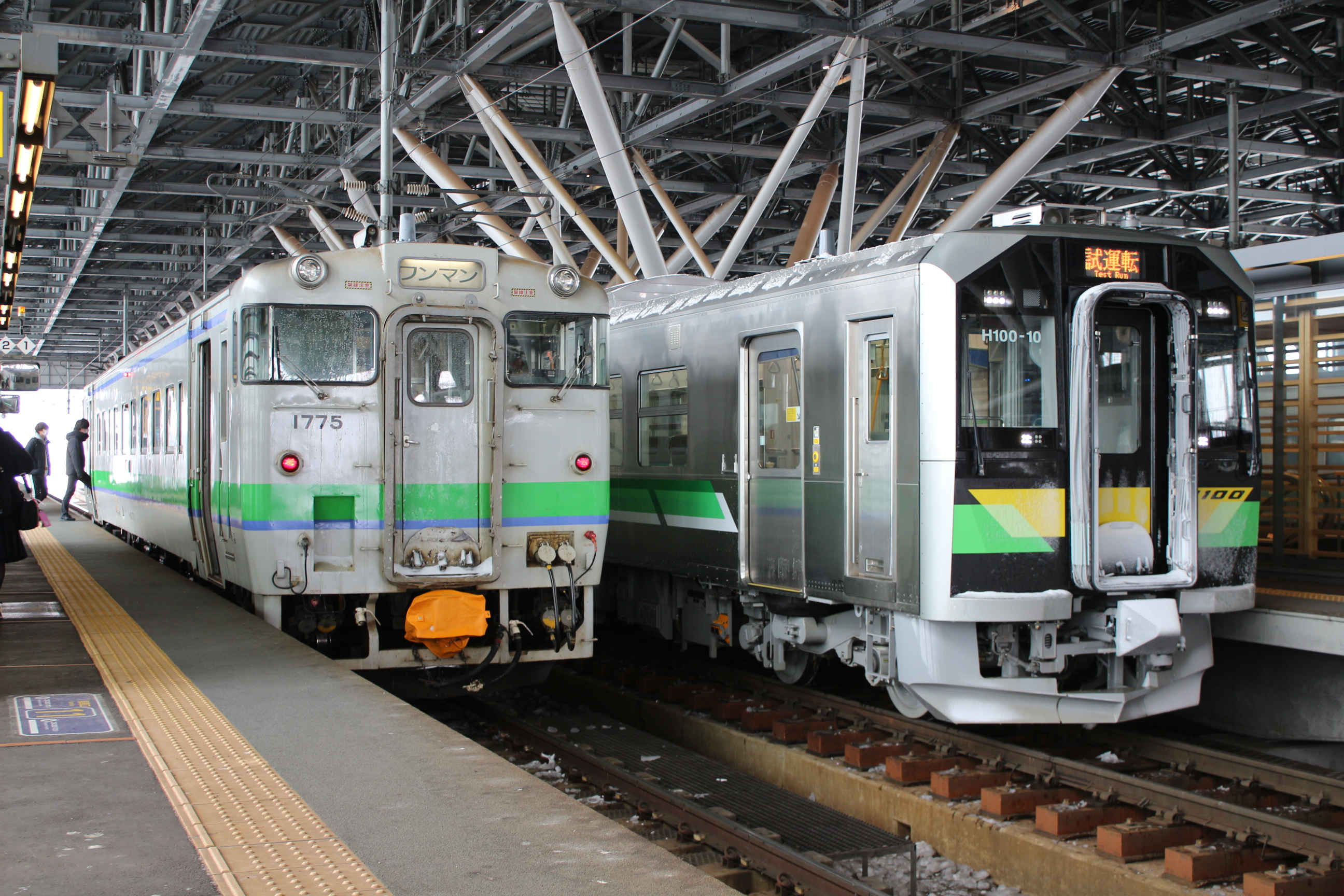
列車於月台停靠 圖中有KiHa40系(左)及H100型(右)

### 站舍
現站舍於2010年10月10日開始使用，至2011年11月23日正式全面開業，爲自1898年開業以來的第4代站舍，是旭川市推進的車站周邊市區更新事業「北彩都旭川整備事業」之一環。站舍設計象徵着有許多河流流經的旭川市。
設有東檢票口和西檢票口，2層（換乘樓層）設有連接各月台的手扶梯和升降機。
車站大堂連接到車站北部和南部，位於平和通步行購物街（平和通買物公園）和緑橋通（北海道道20号旭川停车场线）的延伸處。對應旭川市繁盛的木工產業，站舍使用北海道梣木裝修。付費區域内的墻上雕刻了代表10000人的姓名的英文字母。西大堂設置了來自美唄市的雕塑家安田侃的作品「天秘」。
旭川站終日有車站職員派駐，設有綠窗口、自動售票機、自動（爲日本最北端的自動驗票閘門設置站）、旅行中心Twinkle Plaza旭川店和車站租車分店。
旭川站作爲管理站，負責管理函館本線的伊納站和近文站、宗谷本線的旭川四条站和新旭川站、石北本線南永山站至愛別站間各站以及富良野線神樂岡站至西聖和站間各站。
車站設有不同設施，包括咖啡店、KIOSK便利店、車站租車旭川營業所、旭川站郵局、旭川觀光物產情報中心以及中原悌二郎紀念旭川市彫刻美術館車站畫廊。

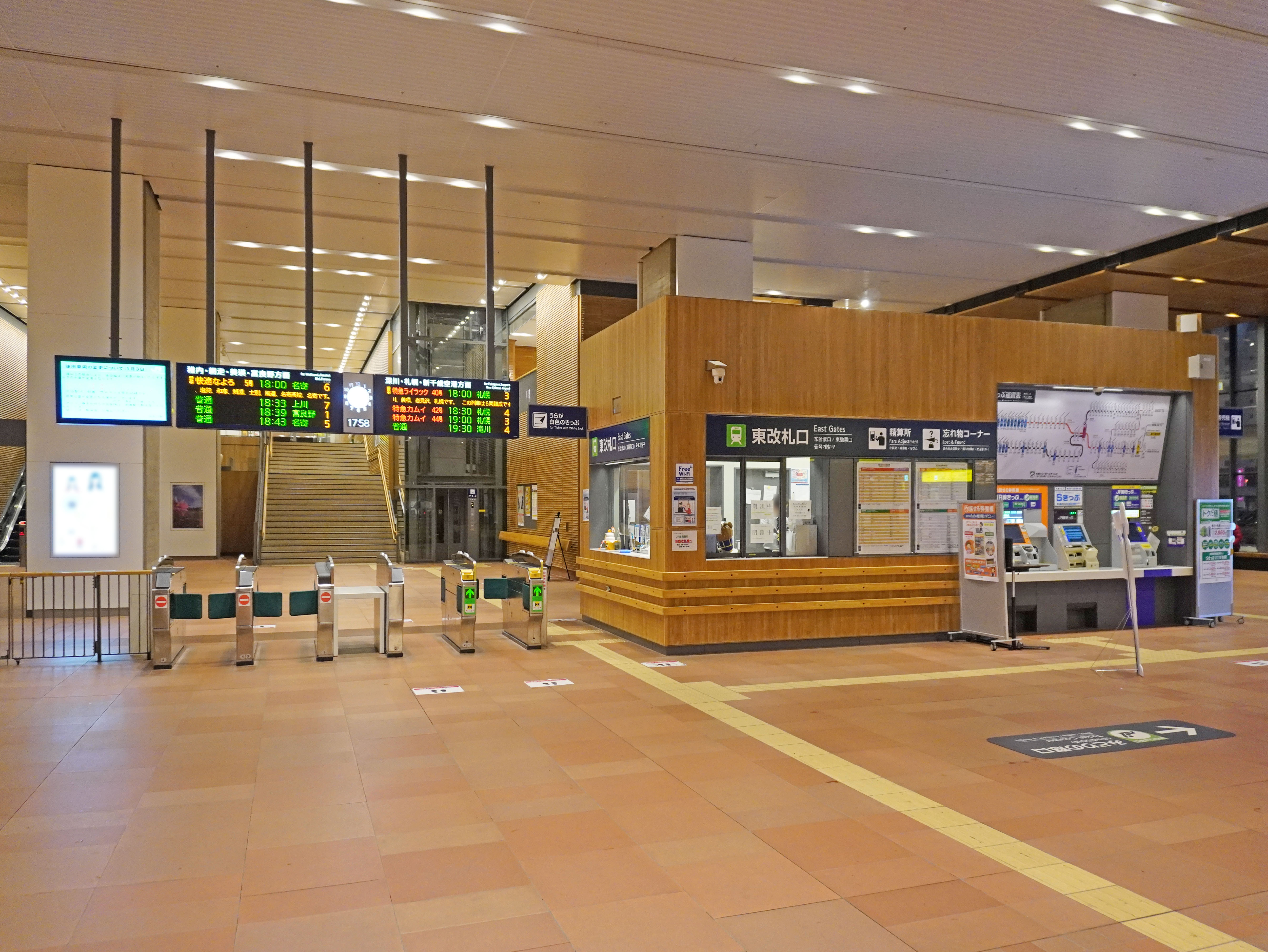
東檢票口(2023年1月)
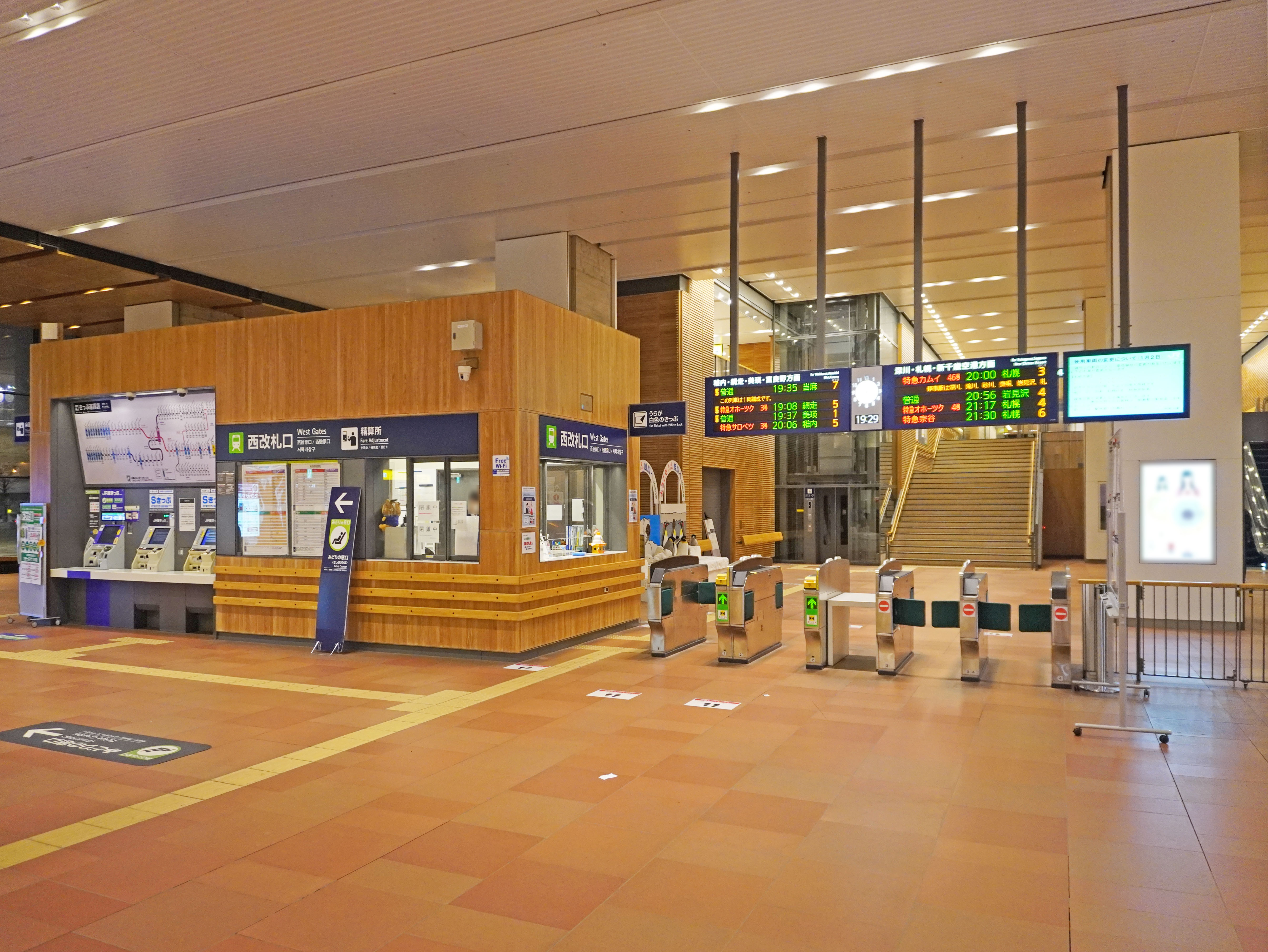
西檢票口(2023年1月)
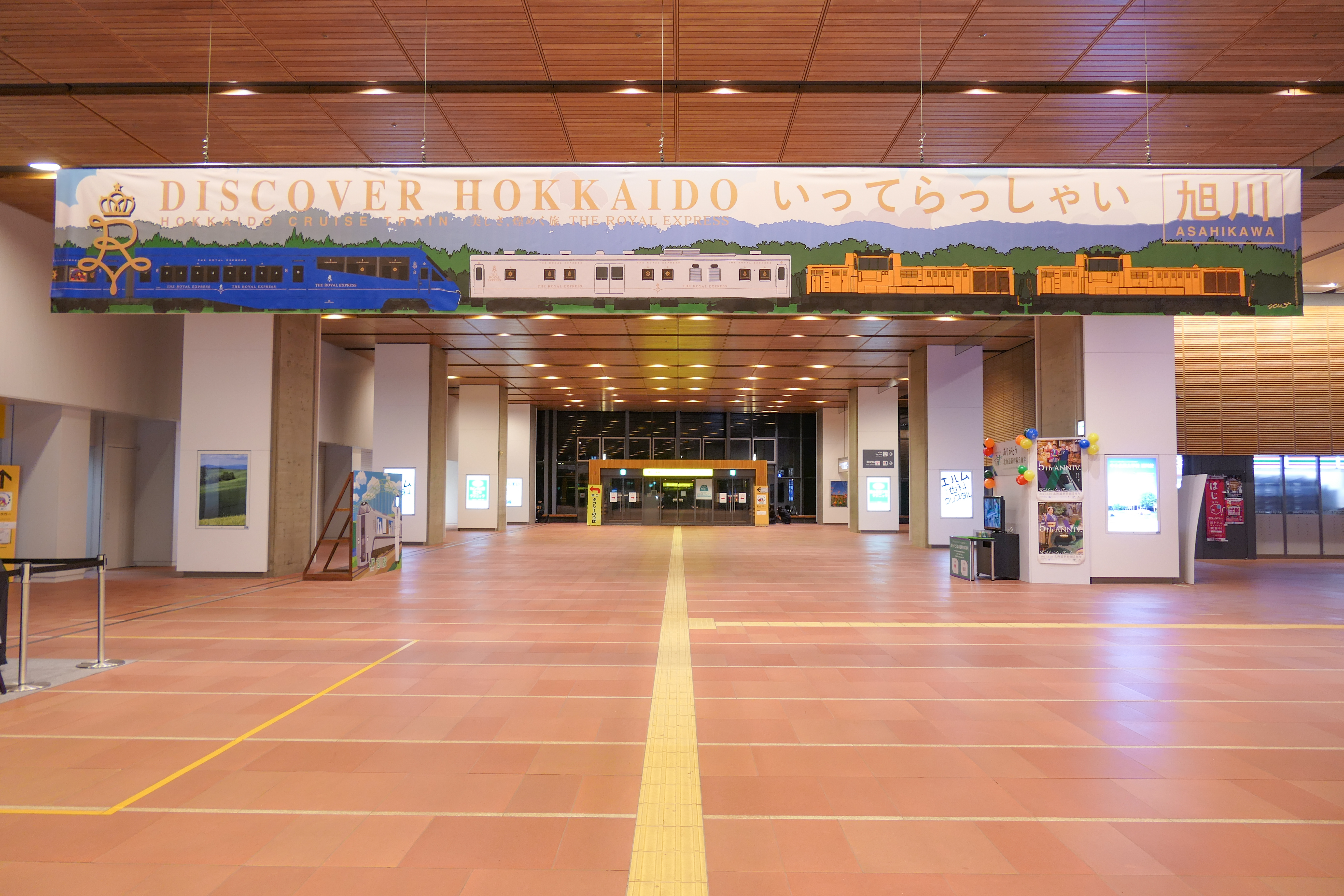
1樓換乘層(2021年9月)
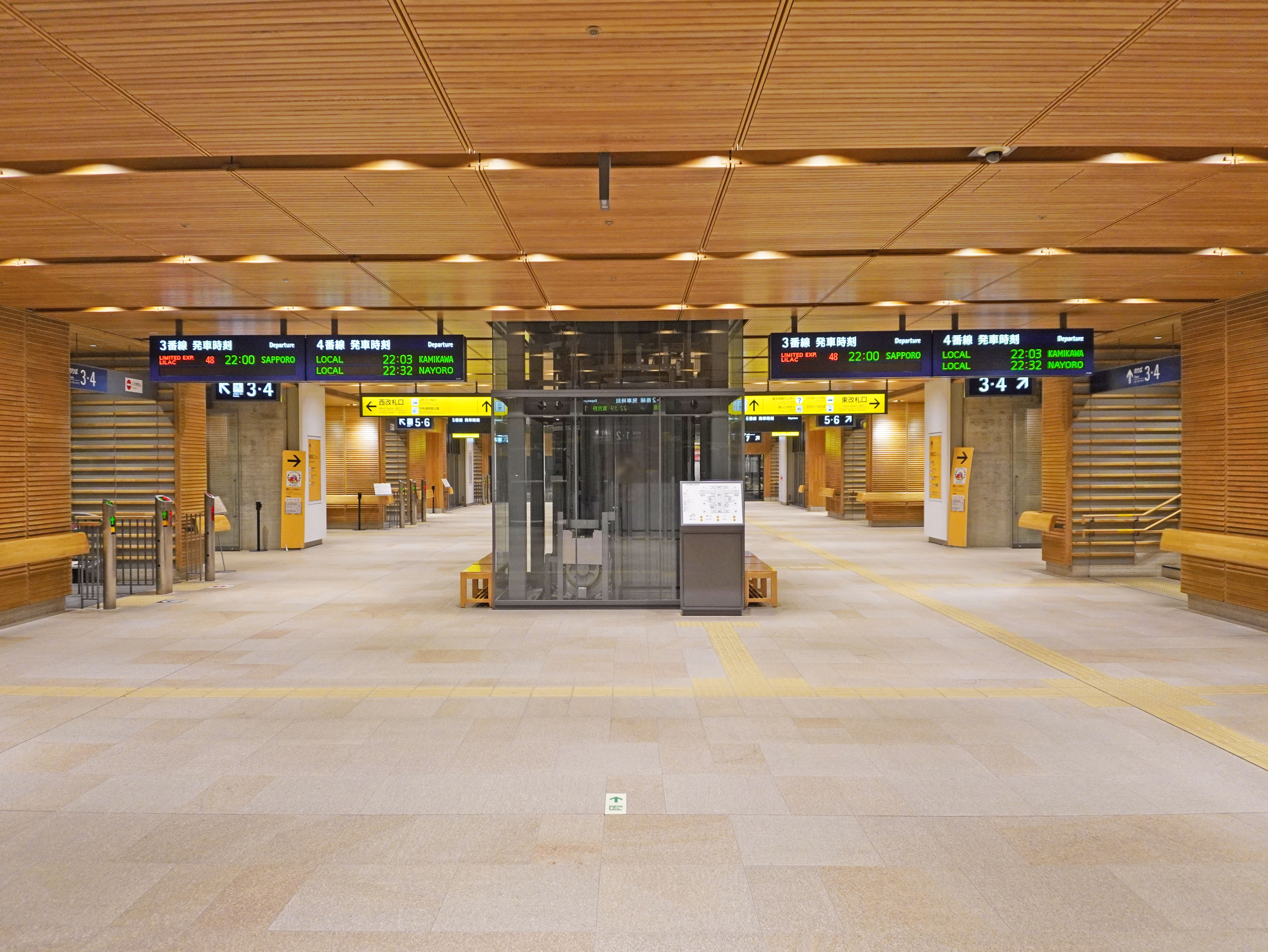
2樓換乘層(2023年1月)

### 旧站舍
舊第3代站舍自1960年7月開始使用，為地上車站，合共設有4面7線的月台。一號線是直接緊鄰車站站體的側式月台，二、三號線，四、五號線，與六、七號線則是靠人行地下道與站體連結的島式月台。第一至第三乘車線主要是提供給特急列車停靠，包括停靠第一號線的超級白箭號（スーパーホワイトアロー），與二號線上的丁香號（ライラック）。主要是給行駛於富良野線上的列車停靠的第六、七號線與前面的五條線之間，原本曾經在蒸汽車頭時代設置有車庫，因此相隔異常地遠，約有100米左右的間距。
在2006年3月17日之前，車站綠窗口營業時間爲凌晨3時00分至翌日凌晨1時20分，營業時間長達22小時40分鐘，是北海道地區營業時間最長的車站。

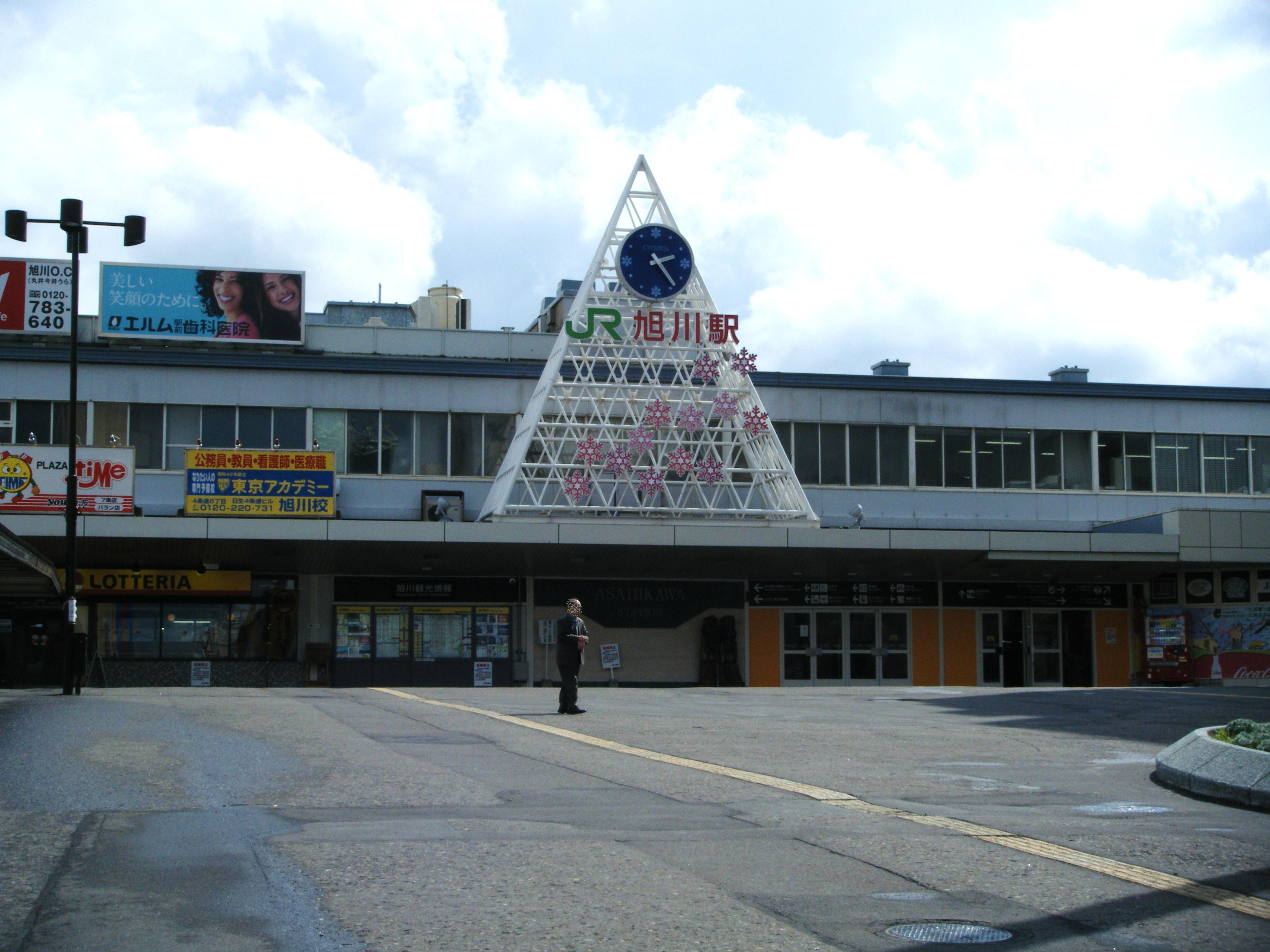
旧站舍正面（2008年5月）
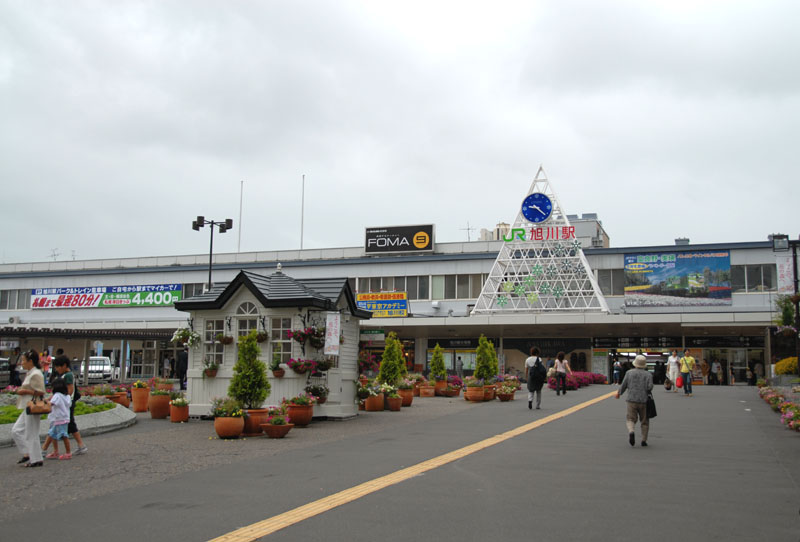
高架化改建之前的旭川站與站前廣場。
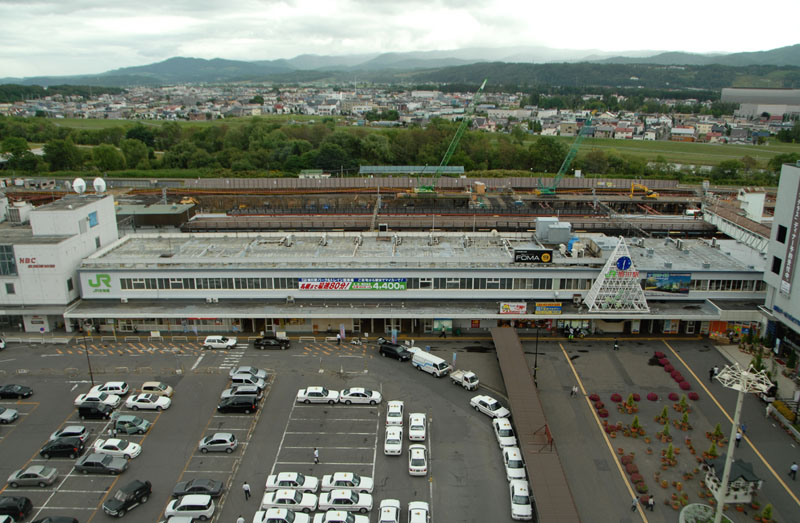
自高處鳥瞰旭川站，在車站後方可以見到施工中的高架新站房。（2006年8月）
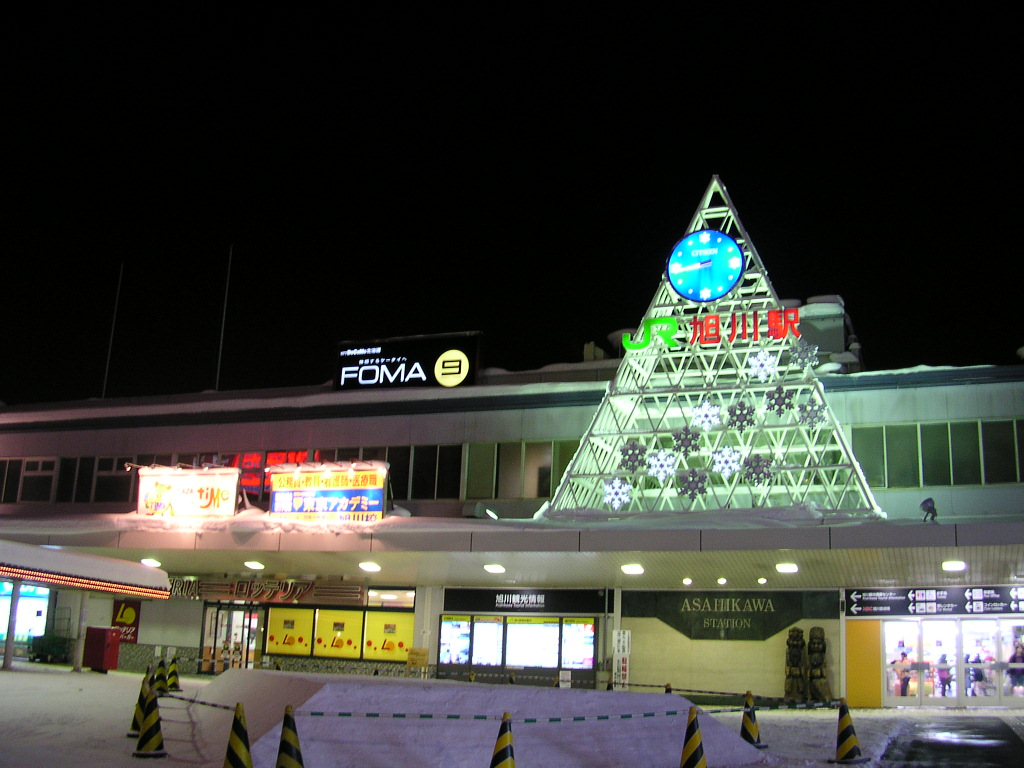
旭川站雪夜景色

## 歷史
- 1898年7月16日：旭川站以北海道官設鐵道上川線的車站之名義開業，當時的站名發音為（Asahikawa）。
- 1898年8月12日：北海道官設鐵道天鹽線（今宗谷本線）開業。
- 1899年9月1日：北海道官設鐵道十勝線（今富良野線）開業。
- 1905年4月1日：車站的擁有與營運權轉移至官設鐵道（日後的日本國鐵）手上，站名發音改為（Asahigawa）。
- 1979年6月：設置五台自動售票機，爲北海道地區最早。
- 1986年11月1日：貨物運輸的操作終止。
- 1987年4月1日：隨着日本國鐵分割民營化，旭川站的擁有與營運由JR北海道繼承。
- 1988年3月13日：站名發音再次更改回（Asahikawa）。
- 2003年8月31日：隸屬於JR北海道的車輛調度場「旭川運轉所」遷移到JR貨物專用貨運車站北旭川站的東面。
- 2004年4月30日：旭川站百貨公司（旭川ステーションデパート）結業。
- 2010年10月10日：以本站爲中心的約3.5公里路段高架化。位於旧站舍以南約70米的第4代高架站舍開始使用[2]。
- 2011年

- 4月1日：連接永隆橋通的出入口和東大堂方面的通道落成。
- 11月23日：第4代站舍正式全面開業。

- 2015年

- 3月27日：AEON MALL旭川站前開業。
- 4月16日：JR Inn旭川開業。
- 7月31日：旭川北彩都花園開幕。

- 2019年：

- 2月28日：第3、4月台的KIOSK閉店。
- 4月1日：第3、4月台原閉店的KIOSK改為開設7-ELEVEN。

- 2021年2月28日：星光廣場的旭川分店閉店[JR北 1][JR北 2][注 1]。
- 2022年3月：導入對話售票機[JR北 4]。
- 2024年3月16日：函館本線方面開始可以使用IC卡「Kitaca」[JR北 5][JR北 6][JR北 7]。啟用後成為可以使用IC卡的日本最東鐵道車站。

在1930年至1956年間，旭川站前也有隸屬於旭川市街軌道的路面電車營運。1956年路面電車廢止，所有的相關服務改由市區路線取代之。

## 利用状況
- 根據JR北海道的資料，在特定的調査日的乘車人員如下：
  - 2012年-2016年：5,375.6人[14]
  - 2013年-2017年：5,374.4人[15]
- 根據「旭川市統計書」和JR北海道旭川支社的資料，近年每年的乘車人員如下。

| 年度 | 乘車人數  | 1日平均 | 來源       |
| ---- | --------- | ------- | ---------- |
| 2001 | 1,960,004 | 5,370   | [ 統計 1 ] |
| 2002 | 1,907,965 | 5,227   | [ 統計 2 ] |
| 2003 | 1,917,521 | 5,239   | [ 統計 2 ] |
| 2004 | 1,848,444 | 5,064   | [ 統計 2 ] |
| 2005 | 1,829,630 | 5,013   | [ 統計 2 ] |
| 2006 | 1,823,461 | 4,995   | [ 統計 2 ] |
| 2007 | 1,808,497 | 4,954   | [ 統計 2 ] |
| 2008 | 1,774,742 | 4,849   | [ 統計 2 ] |
| 2009 | 1,624,360 | 4,450   | [ 統計 3 ] |
| 2010 | 1,615,129 | 4,425   | [ 統計 3 ] |
| 2011 | 1,764,120 | 4,820   | [ 統計 4 ] |
| 2012 | 1,775,360 | 4,864   | [ 統計 4 ] |
| 2013 | 1,731,560 | 4,744   | [ 統計 4 ] |
| 2014 | 1,616,950 | 4,430   | [ 統計 4 ] |
| 2015 | 1,623,942 | 4,188   | [ 統計 4 ] |
| 2016 | 1,926,835 | 5,279   | [ 統計 4 ] |
| 2017 | 1,946,545 | 5,333   | [ 統計 4 ] |
| 2018 | 1,896,540 | 5,196   | [ 統計 5 ] |
| 2019 | 1,769,155 | 4,847   | [ 統計 5 ] |
| 2020 | 1,030,030 | 2,814   | [ 統計 5 ] |
| 2021 | 1,052,295 | 2,883   | [ 統計 5 ] |
| 2022 | 1,257,425 | 3,445   | [ 統計 5 ] |
| 2023 | 1,289,052 | 3,532   | [ 統計 5 ] |

## 車站周邊

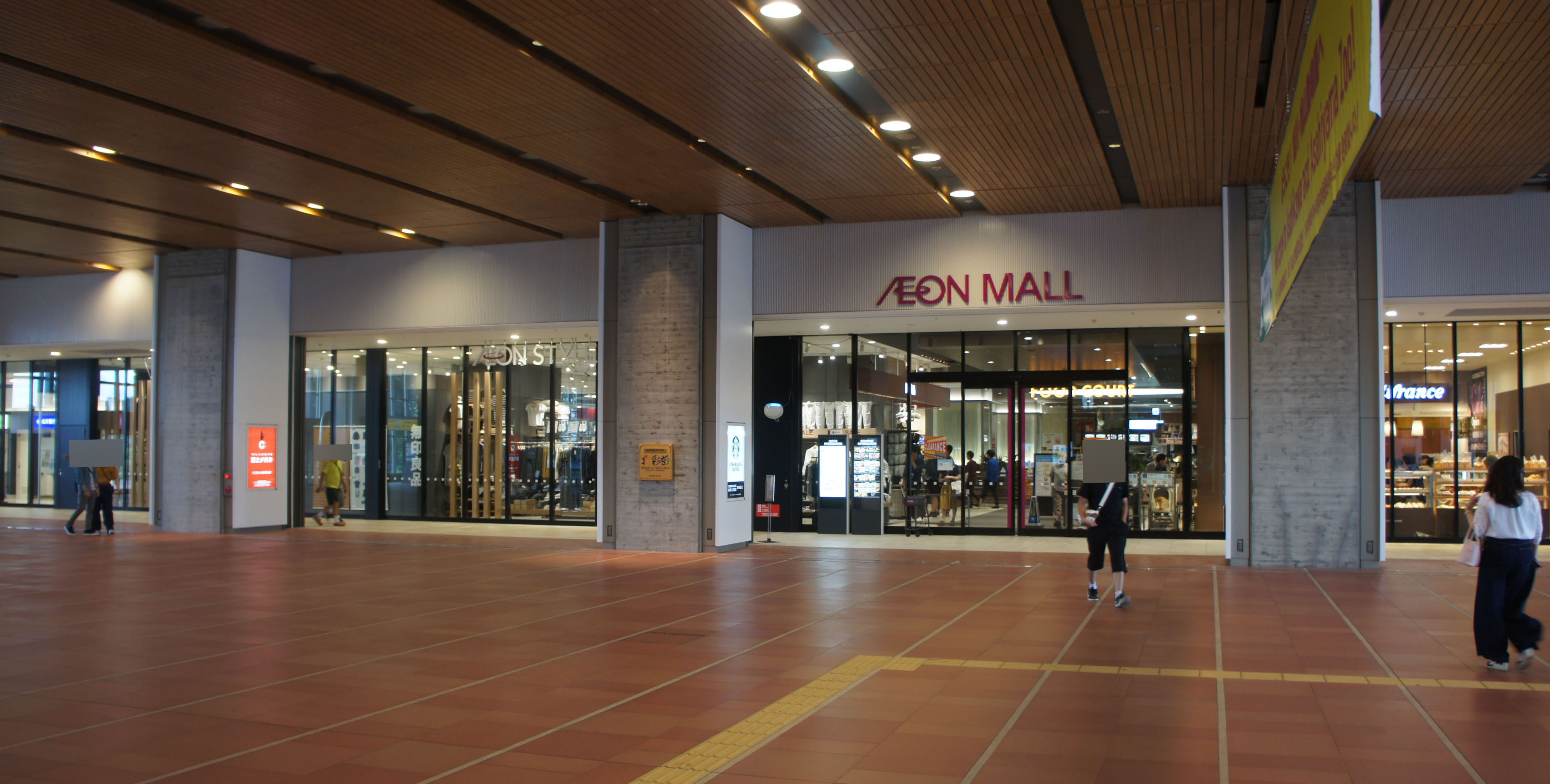
AEON MALL旭川站前店出入口

作為旭川市的主車站，旭川站四周有許多接駁市區各地、接駁鄰近鄉鎮乃至於城際間的公共汽車服務。
- 旭川電氣軌道：在車站隔鄰設有營業窗口。運行市内、近郊路線、以及前往旭山動物園、旭川機場、札幌新千歲機場的路線。
- 道北巴士（日语：道北バス）：在車站前設有旭川站前營業所。
- 北海道中央巴士（日语：北海道中央バス）

旭川站周圍是旭川市的中心商業地帶，車站正前方有日本最早設立的行人專用區步行街「平和通購物公園」，周圍百貨公司、商店與飯店林立。
- 商業設施
  - AEON MALL旭川站前
  - Feeeal旭川
  - A.s.h
  - 丸松百貨（マルカツ，Marukatsu）
  - OKUNO

- 酒店
  - JR Inn旭川（JRイン旭川，車站直結）
  - Premium酒店-cabin-旭川（プレミアホテル-CABIN-旭川）
  - 東橫INN旭川站前一条通（東横イン旭川駅前一条通）
  - 東橫INN旭川站東口（東横イン旭川駅東口）
  - 旭川Mates大飯店（ホテルメイツ旭川）
  - Route Inn Grand旭川站前（ホテルルートインGrand旭川駅前）
  - Dormy Inn旭川（ドーミーイン旭川）
  - SUPER HOTEL旭川（スーパーホテル旭川）

- 其他
  - 北彩都醫院（日语：北彩都病院），位於旭川站東側
  - 忠別川（日语：忠別川）：流經車站南側，對岸就是旭川市神樂地區。
  - 北海道旅客鉄道旭川支社
  - 旭川紅十字病院
  - NHK旭川放送局
  - 旭川中央郵局
  - 旭川中央警署
  - 旭川市消防本部
  - 旭川北彩都花園（あさひかわ北彩都ガーデン）
  - 宮前公園

## 相鄰車站
北海道旅客鐵道（JR北海道）
■函館本線
- 特急「神威」、「丁香」到發站

■普通
近文（A27）－旭川（A28）
■宗谷本線
■特急「宗谷」
深川（A24）－旭川（A28）－和寒（W38）
■特急「佐呂別」
旭川（A28）－和寒（W38）
□快速「名寄」
旭川（A28）－旭川四條（A29）（一部分）－永山（W31）
■普通
旭川（A28）－旭川四條（A29）
■石北本線（此站－新旭川站之間為宗谷本線）
- 特急「鄂霍茨克」、「大雪」到發站

□特別快速「北見」
旭川（A28）－當麻（A35）
■普通
旭川（A28）－旭川四條（A29）
■富良野線
■普通
神樂岡（F29）－旭川（A28）

### 統計
1. ↑   (PDF). 旭川市: 66. 2008  [2017-11-18]. （原始内容 (PDF)存档于2017-11-17）.
2. ↑   (PDF). 旭川市: 66. 2009  [2017-11-18]. （原始内容 (PDF)存档于2017-11-17）.
3. ↑   (PDF). 旭川市: 64. 2016  [2017-11-18]. （原始内容 (PDF)存档于2017-11-17）.
4. ↑   (PDF). 旭川市: 62. 2018  [2019-04-22]. （原始内容存档 (PDF)于2017-11-18）.
5. ↑  旭川市統計書 令和6（2024）年度版：第9章 運輸及び通信，第64頁。

### JR北海道
1. ↑   (PDF) (新闻稿). 北海道旅客鉄道. 2020-03-11  [2020-03-11]. （原始内容 (PDF)存档于2020-03-11）.
2. 1 2   (PDF) (新闻稿). 北海道旅客鉄道. 2020-12-04  [2021-02-25]. （原始内容 (PDF)存档于2020-12-04）.
3. ↑   (PDF). 2021-01-25  [2021-02-25]. （原始内容 (PDF)存档于2021-01-25）.
4. ↑   (PDF) (新闻稿). 北海道旅客鉄道. 2021-08-19  [2021-08-20]. （原始内容 (PDF)存档于2021-08-20）.
5. ↑   (PDF) (新闻稿). 北海道旅客鉄道. 2023-12-15  [2023-12-15]. （原始内容 (PDF)存档于2023-12-15）.
6. ↑   (PDF) (新闻稿). 北海道旅客鉄道. 2023-12-13  [2023-12-13]. （原始内容 (PDF)存档于2023-12-13）.
7. ↑   (PDF) (新闻稿). 北海道旅客鉄道. 2022-09-14  [2022-09-14]. （原始内容 (PDF)存档于2022-09-14）.

### 延伸閱讀
- . JR北海道旭川支社.   [2011年11月9日]. （原始内容存档于2010年6月20日） （日语）.
- . JR北海道.   [2011年11月9日]. （原始内容存档于2018年2月8日） （日语）.
- . 東京都新宿區: JTB出版. 1998年 （日语）.
- . 北海道札幌市: 交通新聞社. 2006年 （日语）. |issue=被忽略 (帮助)
- . 株式會社Mapion.   [2011年11月9日] （日语）.

## 外部連結
- JR北海道 – 旭川站 （页面存档备份，存于）

43°45′50″N 142°21′30″E / 43.76389°N 142.35833°E